# Steine des Gedenkens

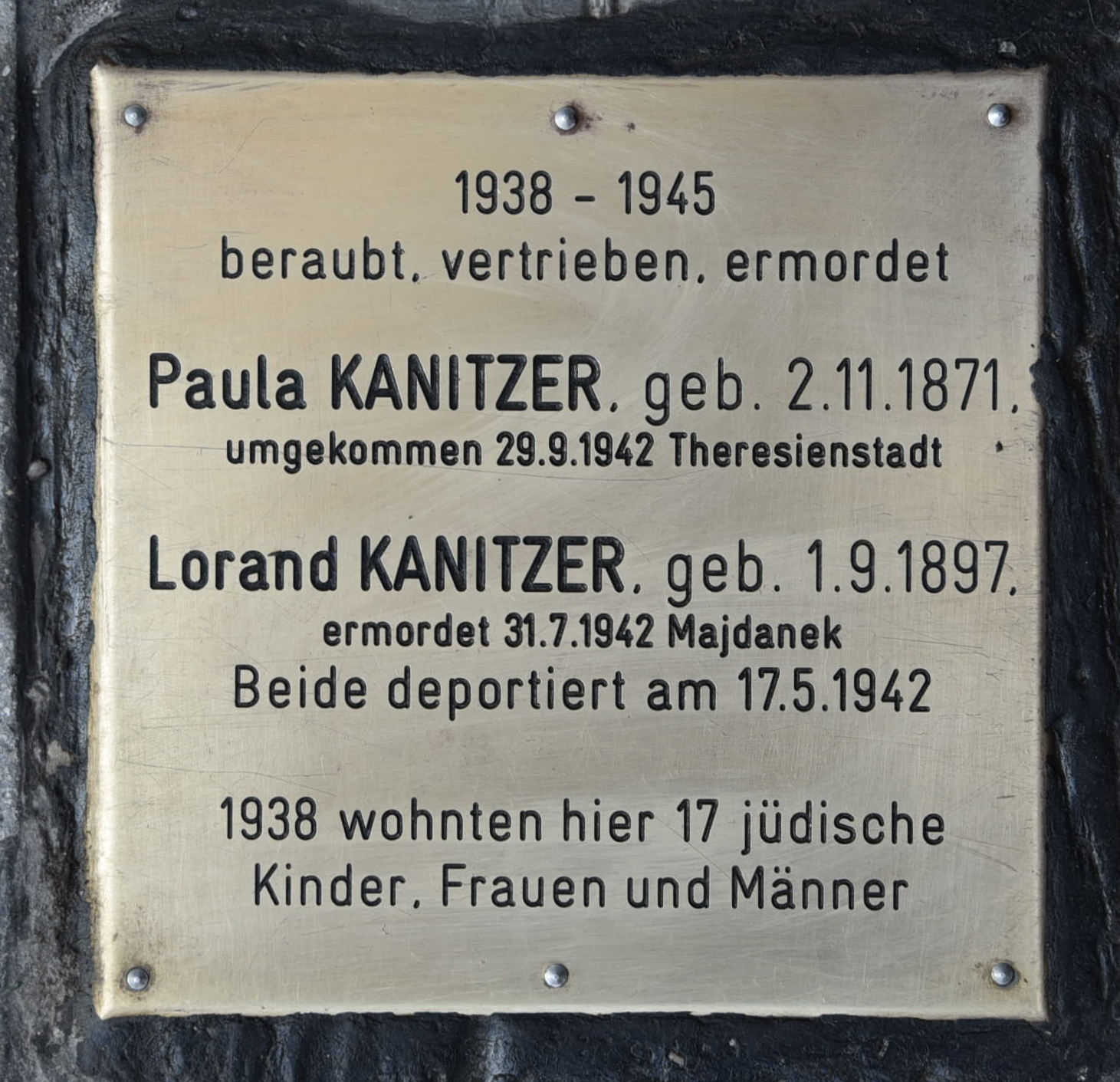
Einer der Steine des Gedenkens in Wien-Landstraße

Steine des Gedenkens für die Opfer der Shoa ist ein österreichischer Verein mit Sitz in Wien, der im dritten Wiener Gemeindebezirk, Landstraße, Gedenksteine verlegt. Der Verein besteht seit 2007.

## Hintergrund
Der dritte Wiener Gemeindebezirk – besonders das Weißgerberviertel – war ein bedeutendes jüdisches Wohngebiet. Zum Zeitpunkt der Machtübernahme durch die Nationalsozialisten lebten dort mehr als 13.200 jüdische Mitbürger, die in der Folge vom NS-Regime verfolgt wurden. Im Weißgerberviertel war der jüdische Bevölkerungsanteil besonders hoch, da man von dort aus zu Fuß den Leopoldstädter Tempel und den Stadttempel erreichen konnte. Wissenschaftliche Erhebungen ergaben, dass zumindest 3200 der Landstraßer Bewohner jüdischer Konfession oder Herkunft von den Nationalsozialisten ermordet wurden.
Nach Vertreibung und Shoa lebten laut einer Statistik der Israelitischen Kultusgemeinde Wien nur noch 3.955 Juden in ganz Österreich. Rund 65.000 österreichische Juden waren während der NS-Zeit ermordet worden, rund 120.000 mussten aus Österreich flüchten oder waren vertrieben worden. Die vom NS-Regime propagierte Ausgrenzung der Juden aus der Gesellschaft als Fremde oder Andere, die mit der übrigen Bevölkerung nichts gemein hätten, lebte nach Ende des Regimes durch Antisemitismus und Ignoranz gegenüber den Verbrechen fort.

## Aufgaben und Ziele
Der Verein setzt Steine des Gedenkens an ausgewählten Orten im 3. Wiener Gemeindebezirk, an denen vor der NS-Herrschaft jüdische Menschen wohnten oder wo sich ihre kulturellen und religiösen Einrichtungen befanden. „Die in die Gehsteige verlegten Schrifttafeln werden einen Gedenkweg bilden, der die Beraubung, Vertreibung und Ermordung der jüdischen Bevölkerung nach 1938 sichtbar macht. Den Vertriebenen und Ermordeten wird durch das Gedenken symbolisch wieder ein Platz in ihrem Heimatbezirk gegeben.“ Der Verein hat zusätzlich zu seinen Aufgaben in seinem Heimatbezirk auch 17 Gedenksteine in den angrenzenden Bezirken Innere Stadt (Naglerg.2, Singerstr.14, Nibelungeng.7), Leopoldstadt (Castellezgasse 12, Rembrandtstr.9, Große Stadtgutgasse 12) und Wieden (Belvedergeasse 10, Mittersteig 2a), Alsergrund (Sechsschimmelgasse 10), Ottakring (Weyprechtsggasse7) verlegt sowie in Rudolfsheim-Fünfhaus (Reindorfg. 17), Ottakring (Weyprechtg.7), Donaustadt (Brünnerstr.43, Leopoldauerstr.12)
Die Gedenksteine werden jeweils in feierlichen Zeremonien übergeben, zum Beispiel singen Mitglieder des Jüdischen Chores und es wird das Kaddisch gesprochen oder es gibt einen besinnlichen Ausklang mit koscherem Buffet.
Auf der Website des Vereins ist eine Datenbank eingestellt, in der sämtliche jüdische Bewohner des Dritten Bezirks (Stand 1938/39) nach Namen oder ehemaligen Wohnadresse mit Angaben zu ihrem Schicksal abrufbar sind.
Die Initiativen für Wiener Gedenksteine der Opfer des NS-Regimes beruhen zwar auf dem Konzept der Stolpersteine von Gunter Demnig, lehnen aber unisono den Begriff Stolpersteine ab. In Wien haben sich fünf Initiativen etabliert, die unterschiedliche Stadtteile mit Gedenksteinen und zum Teil auch mit Gedenktafeln ausstatten. Neben dem Verein Steine des Gedenkens für die Opfer der Shoa sind dies folgende Projekte und Vereine:
- In der Leopoldstadt ist seit 2005 die Initiative Steine der Erinnerung tätig, sie verlegt auch Gedenksteine in anderen Bezirken.
- In Mariahilf wurde das Projekt Erinnern für die Zukunft realisiert.
- In der Josefstadt wurde das Projekt Steine der Erinnerung Josefstadt von der früheren Nationalratsabgeordneten Irmtraut Karlsson gegründet.
- In Liesing wurde der Verein Steine der Erinnerung in Liesing ins Leben gerufen.

## Kritik
Das Projekt der Stolper- bzw. Gedenksteine wird generell durchaus kontrovers betrachtet. Beispielsweise kritisierte die frühere Präsidentin des Zentralrats der Juden in Deutschland, Charlotte Knobloch, es sei unerträglich, dass die Namen der Opfer in Steinen am Boden eingelassen wurden.
Eine Kontroverse ergab sich auch, als Gunter Demnig, der Initiator der Stolpersteine, die Wiener Gedenksteinprojekte als Plagiate seiner Initiative empfand.